# Arteria cerebri anterior

Circulus arteriosus cerebri

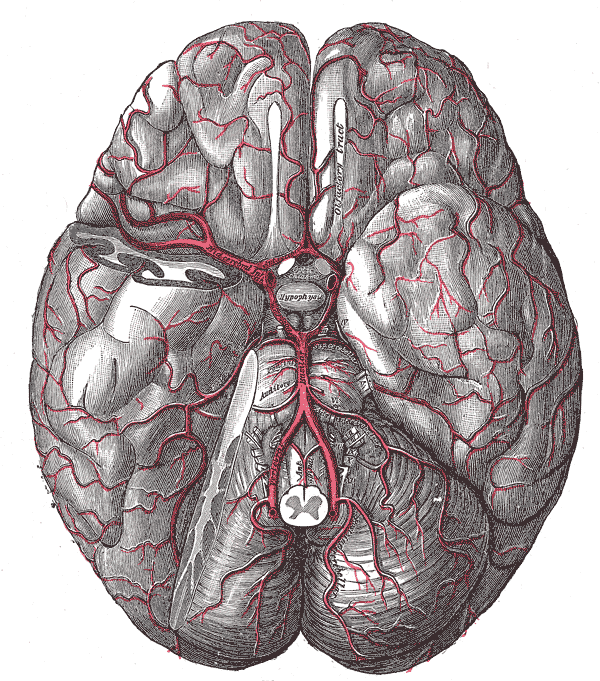
Arterielle Hirngefäße des Menschen

Die Arteria cerebri anterior (lat. vordere Gehirnschlagader), bei Tieren als Arteria cerebri rostralis bezeichnet, ist eines der drei arteriellen Hauptgefäße des Gehirns.

## Anatomie
Die Arterie entspringt im Bereich des Circulus arteriosus cerebri an der Hirnbasis aus der Arteria carotis interna. Vor der Sehnervenkreuzung kommuniziert sie über eine Arteria communicans anterior genannte Anastomose mit der Gegenseite. Der kurze präkommunikale Abschnitt wird A1-Segment genannt. Der längere postkommunikale Abschnitt, das A2-Segment, zieht im weiteren Verlauf zwischen den Großhirnhemisphären um den Balken herum. Die Arteria cerebri anterior wird hier auch als Arteria pericallosa bezeichnet.

### Variationen
Es ist eine Vielzahl von Variationen beschrieben. Am häufigsten finden sich Aplasien des A1-Segmentes (5,6 %), drei A2-Segmente (3 %) und unpaarig angelegte A2-Segmente (2 %). Ein unpaariges A2-Segment wird auch als A. cerebri anterior azygos bezeichnet. Den Varianten kommt eine klinische Bedeutung zu, da sie mit einem erhöhten Vorkommen von Aneurysmen assoziiert sind.

## Versorgungsgebiet
Das Versorgungsgebiet unterliegt einer gewissen individuellen Variabilität. Im Regelfall gehören dazu die vorderen Teile des Hypothalamus, der Großteil der Basalganglien (über die Arteriae centrales), die basale Fläche des Frontallappens und die mediale Hemisphärenfläche des Frontal- und Parietallappens bis ca. 1 cm über Mantelkante. In den Endzonen ihres Versorgungsgebietes bildet sie kleine Anastomosen mit der Arteria cerebri media und der Arteria cerebri posterior. Kurze Äste versorgen das Chiasma opticum, den Sehnerv und den Tractus opticus.

## Ausfallerscheinungen
Ein Verschluss der vorderen Hirnarterie führt zu beinbetonten Paresen und variablen Beeinträchtigungen der motorischen Funktion durch Schädigung der Supplementär-motorischen Rinde. Wenn die Aa. centrales einbezogen sind, können Läsionen der Capsula interna mit Aphasie, kontralateraler Hemiparese und zentraler fazialer Parese die Folge sein.